# Ülar Ploom

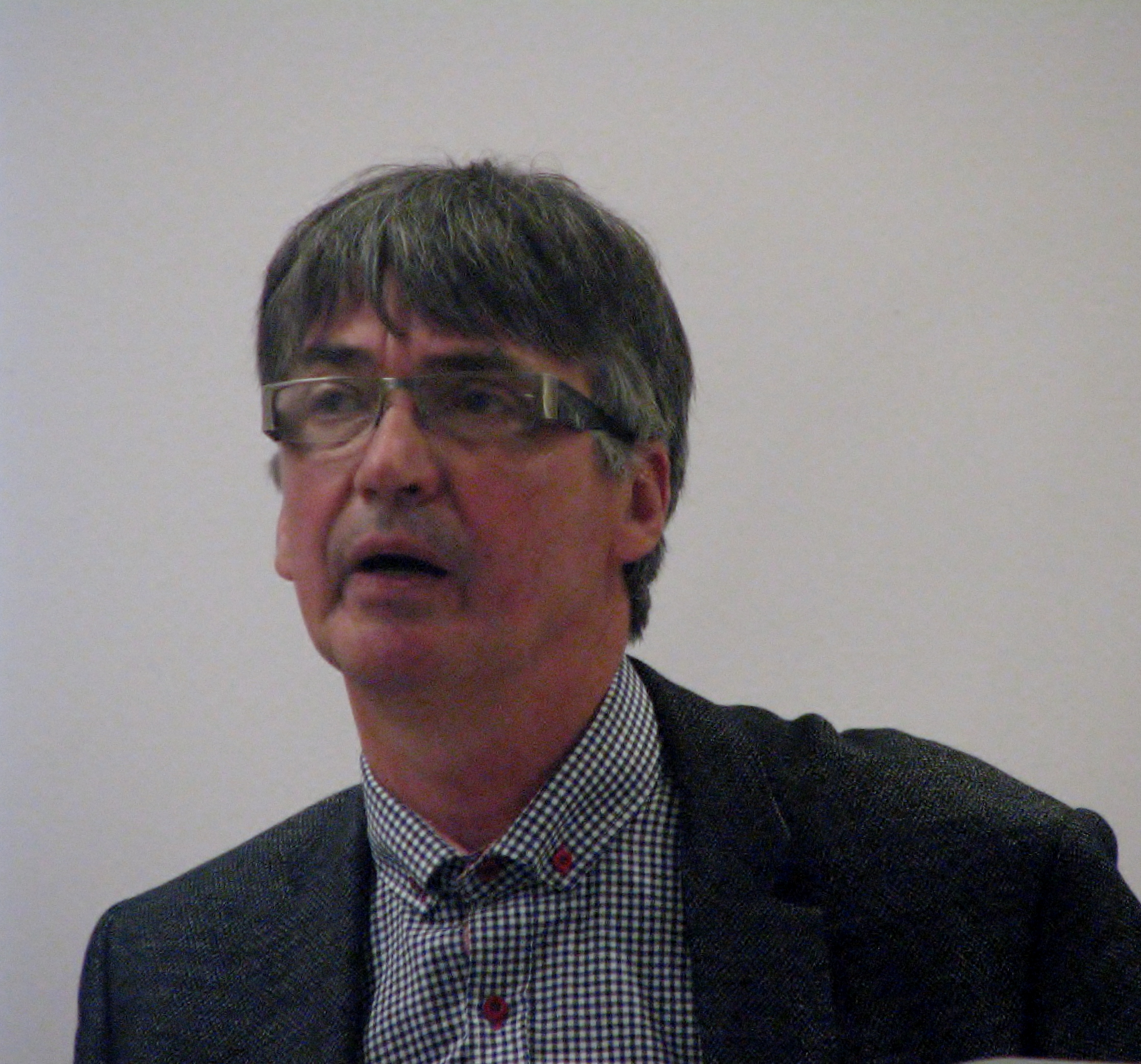
Ülar Ploom, 2012

Ülar Ploom (* 29. August 1955 in Tartu) ist ein estnischer Literaturwissenschaftler und Dichter.

## Leben
Ülar Ploom machte 1973 in Tartu Abitur und studierte anschließend an der Pädagogischen Hochschule Tallinn, die er 1978 als Lehrer für Deutsch und Englisch verließ. Danach war er vier Jahre Gymnasiallehrer in Tallinn. Von 1982 bis 1987 gab er Sprachkurse, seit 1990 ist er in verschiedenen Funktionen an der Universität Tallinn bzw. ihren Vorgängerinstitutionen tätig. Unterbrochen wurde diese Tätigkeit durch Studienaufenthalte an den Universitäten von Tartu und Helsinki. 1994 erlangte er in Tartu den Magistergrad mit einer Arbeit über Francesco Petrarca.

## Werk
In seinem literaturwissenschaftlichen Werk konzentriert sich Ploom auf die (frühe) italienische Literatur, aus der er auch einige Werke ins Estnische übertragen hat. Zusätzlich hat er auch moderne italienische Autoren wie Giorgio Bassani, Umberto Eco oder Alberto Moravia übersetzt.
Sein literarisches Werk ist als „ungewöhnlich still“ bezeichnet worden. Es hebe sich vom „Mainstream ziemlich deutlich ab“, unter anderem weil ihm der „zynisch-satirische“ Ton fehlt, der in der zeitgenössischen estnischen Literatur vorherrschend ist.

## Auszeichnungen
- 2002 Betti-Alver-Debütpreis (gemeinsam mit Leo Kunnas)
- 2005 Juhan-Liiv-Preis
- 2020 Orden des weißen Sterns, IV. Klasse
- 2021 Literaturpreis der Universität Tallinn

## Bibliografie
- Üks ja kogu ('Eins und ganz'). Tallinn: Perioodika 2002. 64 S. (Loomingu Raamatukogu 31/2002)
- Porr ja sorry ('Waldbaumläufer und sorry'). Tallinn: Tuum 2006. 63 S.
- Juunist juunini ('Von Juni bis Juni'). Tallinn: EKSA 2011. 64 S.
- Armukadeduse lopergune nägu ja teisi jutte ('Das holperige Gesicht der Eifersucht und andere Geschichten'). Tallinn: Kirimiri 2020. 112 S.